# Хенни, Геза
Геза Хенни (венг. Henni Géza; 6 ноября 1926, Кишкунхалаш, Бач-Кишкун — 7 апреля 2014, Флорида) — венгерский футболист и футбольный тренер, игравший на позиции вратаря. Олимпийский чемпион (1952).

## Биография

### Игровая карьера
В течение пяти сезонов Хенни играл за «Ференцварош», в составе которого выиграл в 1949 году чемпионский титул. В 1950 году перешёл в «Уйпешт», в составе которого отыграл пять сезонов.
В составе сборной Венгрии принимал участие на олимпийском футбольном турнире 1952 года, но турнире на поле так и не вышел. Всего за сборную Венгрии сыграл 16 матчей.

### Смерть
Скончался 7 апреля 2014 года в Сарасоте (штат Флорида) в возрасте 87 лет.

### Достижения
«Ференцварош»
- Чемпион Венгрии (1): 1948/49